# Chien Français Blanc et Noir
Chien Français Blanc et Noir (tiếng Anh: French White and Black Hound) là một giống chó thuộc loại scenthound, có nguồn gốc ở nước Pháp. Giống này được sử dụng để săn bắn và hậu duệ của loại chó săn Saintonge.

## Ngoại hình
Chien Français Blanc et Noir là giống chó săn điển hình, với cơ thể gầy và cơ bắp, chân dài, đầu hơi cong và tai gập dài. Giống chó này cao khoảng 65–72 cm ở các vai.
Bộ lông của hien Français Blanc et Noii, có màu trắng với đen đôi khi lốm đốm hoặc đánh dấu với màu đen hoặc màu xanh. Các chấm màu nâu nhạt ở trên mỗi mắt cũng như màu nâu vàng nhạt trên má, dưới mắt và tai, và dưới đuôi. Đôi khi có màu nâu vàng trên đùi.
Giống này được cho là bản tính kiên trì, thân thiện cho con người dễ dàng quản lí

## Lịch sử
Tổ tiên của giống chó này là chó săn Saintonge cổ, giống chó này gần như bị tuyệt chủng trong Cách mạng Pháp, thông qua giống Gascon Saintongeois được tạo bởi Count Joseph de Carayon-Latour vào giữa thế kỷ 19. Chó săn Gascon Saintongeois được lai tạo với Chó săn Poitevin để tạo ra Chien Français Blanc et Noir. Giống chó này đượ công nhận vào năm 1957. Vào năm 2009, đã có khoảng 2000 giống được đăng ký thông qua Liên minh nghiên cứu chó quốc tế (FCI).
Chien Français Blanc et Noir là những con chó săn theo đàn. Giống chó này được sử dụng chủ yếu để săn hoẵng châu Âu.